# Forster Gyula-díj

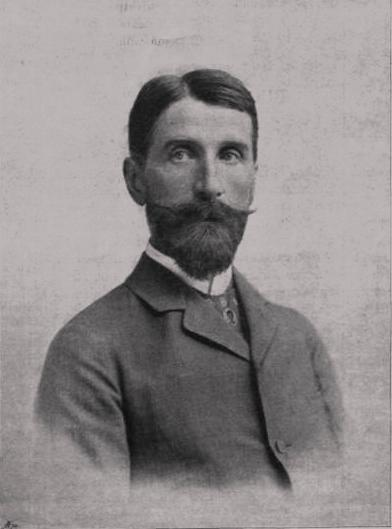
Forster Gyula (1846–1932)

A Forster Gyula-díj (hivatalosan: Műemlékvédelemért – Forster Gyula-díj) az épített és régészeti műemlékvédelem területén végzett kimagasló szakmai tevékenység elismerésére adományozható állami kitüntetés.
Névadója, Forster Gyula a 19-20. század fordulóján a Műemlékek Országos Bizottságának elnökeként nagy része volt sok hazai műemlék helyreállításában és megmentésében.
A díjat eleinte április 18-án, a Műemléki Világnapon, öt személy kaphatta. 2023 óta december 16-án, a Magyar Építészet Napján adják át. A kitüntetett adományozást igazoló okiratot és érmet kap.
Az érem kerek alakú, bronzból készült, átmérője 70, vastagsága 5 milliméter. Az érem Madarassy István ötvösművész alkotása. Előlapján középen Forster Gyula portréja, a köriratban „Forster Gyula-díj” felirat szerepel. A hátlapon Dömös prépostsági altemplomának képe látható, köriratban a „magyar műemlékvédelemért” felirattal.

## Díjazottak

### 2024
- Bartos György József művészettörténész[1]

### 2023
- Besey László okleveles építészmérnök

### 2022
- Wittinger Zoltán építész, a Nemzeti Örökségvédelmi Fejlesztési Nkft. munkatársa
- Szabadics Anita okleveles táj- és kertépítészmérnök

### 2021
- Dr. Bozóki Lajos művészettörténész, műemléki szakértő
- Tahi-Tóth Ilona tervező, műemlék felügyelő

### 2020
- Deák Zoltán építész, műemlékvédelmi szakmérnök, vezető tervező
- Dr. Fejérdy Tamás DLA építész, műemlékvédelmi szakmérnök, az ICOMOS Magyar Nemzeti Bizottsága tiszteletbeli elnöke[2]

### 2019
- Dobosyné Antal Anna építőmérnök, műemlékvédelmi szakmérnök, műemléki szakértő
- Dr. Veöreös András építész, műemlékvédelmi szakmérnök, tanszékvezető egyetemi docens

### 2018
- Gálné Lászay Judit művészettörténész
- Dr. Nagy Gergely építészmérnök

### 2017
- Czeglédyné Levárdy Henriette építészmérnök
- dr. Szikra Éva táj- és kertépítész mérnök, műemlékvédelmi szakmérnök, a mezőgazdasági tudományok kandidátusa

### 2016
- Klaniczay Péter építészmérnök
- Dr. Nagy Gergely építészmérnök

### 2015
- Németh Katalin építészmérnök
- Sebestyén József építészmérnök

### 2014
- Winkler Barnabás építészmérnök

### 2013
- Sedlmayr Jánosné Beck Zsuzsanna építészmérnök

### 2012
- Gyulaváriné Lovassy Klára közlekedésmérnök
- Pazár Béla, építészmérnök
- Ivicsics Péter építészmérnök

### 2011
- Brutyó Mária festő-restaurátor
- Dávid Ferenc, művészettörténész
- Széphegyi László építészmérnök

### 2010
- Dr. Czétényi Piroska (díj)
- Dr. Czoma László (emlékérem)
- Emődi Tamás okl. (emlékérem)
- Gőriné Alberti Lilla (emlékérem)
- Kútvölgyi Katalin (emlékérem)
- Módy Péter (díj)
- Salamon Gábor (emlékérem)
- Szebeni Nándor (díj)
- Dr. Zsíray Ferenc (emlékérem)

### 2009
- Arnóth Ádám, okl. építészmérnök (díj)
- Baliga Kornél, építészmérnök, belsőépítész (díj)
- Csepeli Munkásotthon Alapítvány
- Lánczi András (emlékérem)
- László János (emlékérem)
- Németh István, okl. építészmérnök (díj)
- Pannonhalmi Főapátság (emlékérem)
- Szentgáli Ádám és Holakovszky László (emlékérem)
- Tóth Tibor (emlékérem)
- Holakovszky László, gépészmérnök (emlékérem)[3]

### 2008
- Ágostházi László, okl. építészmérnök (díj)
- Diószegi László, okleveles közgazda, a Teleki László Alapítvány ügyvezető igazgatója (emlékérem)
- Erdélyi Géza, református püspök (emlékérem)
- Gudor Botond, református lelkész (emlékérem)
- Lángi József, restaurátor (díj)
- Örsi Károly, táj-és kertépítész (díj)
- Pálos Frigyes, perjel őrkanonok (emlékérem)
- Sipos László, Szabolcs-Szatmár-Bereg megyei főügyész-helyettes (emlékérem)
- Szmodits Julia, okl.építészmérnök (emlékérem)

### 2007
- Bihari Richárd, református lelkész (emlékérem)
- Füzérért Alapítvány (emlékérem)
- Anthony Gall, festőművész, okl. építészmérnök (emlékérem)
- Hulyák Anna, okl. építészmérnök (díj)
- Illés Sándor, plébános (emlékérem)
- Dr. Krähling János, okl. építészmérnök (díj)
- Nyék-Kurucles Közhasznú Egyesület (emlékérem)
- Olajos Csaba, okl. építészmérnök (díj)
- Sebe István, polgármester (emlékérem)

### 2006
- A Műemléki Kutatás és Kézművesség Hálózata, „Porta Speciosa” Közhasznú Egyesület (emlékérem)
- Csóka Gáspár OSB, a Győri Bencés Rendház házfőnöke, a Czuczor Gergely Gimnázium igazgatója (emlékérem)
- Fűrészné Molnár Anikó, a Tatabányai Múzeum igazgatója (emlékérem)
- Dr. Granasztóiné Györffy Katalin, művészettörténész (díj)
- Kapássy Ferenc plébános, kerületi esperes érseki tanácsos (emlékérem)
- Dr. Komárik Dénes, művészettörténész (díj)
- Majdán Béla, helytörténész (emlékérem)
- Szabó Mihály, polgármester (emlékérem)
- Dr. Vukov Konstantin, okl. építészmérnök (díj)

### 2005
- Koppány Tibor, építészmérnök
- Mentényi Klára, művészettörténész
- Pataky Emőke, építészmérnök

### 2004
- Bóna István, restaurátor
- Dragonits Tamás, építészmérnök
- Nováki Gyula, régész
- Pusztai László, művészettörténész
- Román András, építészmérnök

### 2003
- Dávid Ferenc, művészettörténész
- Kaiser Anna, építészmérnök
- Kalicz Nándor, régész
- Lőrincze Zsuzsanna, építészmérnök
- Varga Gyula, ácsmester

### 2002
- Détshy Mihály, építészmérnök
- Harkai Imre, építészmérnök
- Krcho János, építészmérnök
- Szőke Mátyás, régész
- Winkler Gábor, építészmérnök

### 2001
- Biczó Piroska, régész
- Fitz Jenő, régész
- Káldi Gyula, építészmérnök
- Kovács András, művészettörténész
- Valter Ilona, régész

### 2000
- Füzes Endre, muzeológus-néprajzkutató
- Istvánfi Gyula, építészmérnök
- Kónya Ádám, tanár-muzeológus
- Lővei Pál, művészettörténész
- Póczy Klára, régész-művészettörténész